# Zabromorphus tanganyikai
Zabromorphus tanganyikai är en skalbaggsart som beskrevs av Thérond 1952. Zabromorphus tanganyikai ingår i släktet Zabromorphus och familjen stumpbaggar. Inga underarter finns listade i Catalogue of Life.